# Далингер, Владимир Фёдорович
Влади́мир Фёдорович Да́лингер (1902—1967) — нарком внутренних дел АССР Немцев Поволжья, старший лейтенант государственной безопасности, председатель СНК АССР Немцев Поволжья, депутат Верховного Совета СССР I созыва. Председатель особой тройки НКВД СССР по АССР Немцев Поволжья.

## Биография
Владимир Фёдорович Далингер родился в семье рабочего-машиниста 27 октября 1902 года в Астрахани. Окончил церковно-приходскую школу и 4-классное высшее начальное училище.
С июля 1917 по январь 1918 года работал кочегаром на астраханском судоремонтном заводе. Далее, в январе-марте 1918 года служил письмоводителем сначала в Астраханском комиссариате внутренних дел, а потом, с марта 1918 по январь 1919 года, в Астраханской этапной комендатуры. В январе-июне 1919 года работает конторщиком на Астраханском автомобильном заводе. С июня 1919 по март 1921 года — старшина хозкоманды и учащийся Астраханских командных курсов. В мае 1920 года Владимир Далингер становится членом РКП(б) и по окончании командных курсов работает в структурах НКВД.
- с марта 1921 по март 1922 года — следователь отделения реввоентрибунала Приволжского военного округа.
- 1922—1928 года — временно исполняющий дела уполномоченного по информации, начальника Информационно-регистрационного отдела, уполномоченного по военным делам, уполномоченный по восточной работе, начальник Восточного отдела Калмыцкого облотдела ГПУ, начальник Отделения Астраханского губотдела ГПУ.
- 1928—1929 года — помощник начальника Калмыцкого облотдела ГПУ.
- 1929—1934 года — начальник Отделения Полномочного представительства ОГПУ при СНК СССР по Нижне-Волжскому краю.
- 1934—1937 года — заместитель начальника Особого (V) отдела Полномочного представительства ОГПУ при СНК СССР по Саратовскому краю — УГБ Управления НКВД Саратовского края.
- с 13 по 16 февраля 1937 года — начальник Управления НКВД АССР Немцев Поволжья, а с 16 февраля по 15 августа 1937 — нарком внутренних дел АССР Немцев Поволжья. Этот период отмечен вхождением в состав особой тройки, созданной по приказу НКВД СССР от 30.07.1937 № 00447[2] и активным участием в сталинских репрессиях[3].
- с 15 августа 1937 по июль 1938 года — председатель СНК АССР НП.

12 декабря 1937 избран депутатом от АССР Немцев Поволжья в Совет Союза Верховного Совета СССР I-го созыва.

## Завершающий этап
5 июня 1938 года Владимир Далингер решением бюро обкома ВКП(б) АССР НП получил строгий выговор и был снят со всех ответственных постов за «притупление большевистской бдительности, выразившейся в неразоблачении целого ряда врагов народа, работавших вместе с ним, за засорение аппарата Совнаркома политически сомнительными людьми и за семейный подбор руководящих кадров без проверки».
С 9 августа 1938 по 27 декабря 1938 года — заместитель управляющего, а далее по 23 апреля 1939 года — временно исполняющий должность управляющего трестом «Уралзападлес» в Перми. С апреля 1939 по март 1940 года — заместитель управляющего областной конторы Промбанка СССР в Перми. Затем в течение 2-х лет управляющий Азербайджанской конторой Промбанка СССР. С февраля 1942 года находился в трудармии в Севураллаге. С августа 1946 года до выхода на персональную пенсию республиканского значения в 1962 году, работал в разных учреждениях города Караганды, где скончался в 1967 году.

## Награды
- Знак Почётный работник ВЧК-ГПУ (XV) «За отличия в деле защиты завоеваний революции. В ознаменование XV годовщины ВЧК-ГПУ»[5].